# Edén Pastora
Edén Atanacio Pastora Gómez (Ciudad Darío, 22 de enero de 1937-Nicaragua, 16 de junio de 2020) fue un guerrillero, político y militar nicaragüense. Fue uno de los más connotados líderes militares de la guerrilla del Frente Sandinista de Liberación Nacional (FSLN) (de la tendencia «Tercerista» o «Insurreccional» antes de la unidad de las tres tendencias), organizador y ejecutor como Comandante Cero de la toma del Palacio Nacional de Managua el 22 de agosto de 1978 junto a Hugo Torres (Comandante Uno) y Dora María Téllez (Comandante Dos). Durante la lucha insurreccional contra Somoza dirigió las operaciones en el Frente Sur «Benjamín Zeledón» que enfrentaron a los guerrilleros del FSLN con las tropas de élite de la Guardia NacionalParticipó en el entrenamiento de tropas paramilitares que reprimieron y asesinaron a pobladores civiles que protestaban contra el gobierno Sandinista liderado por el dictador Daniel Ortega en abril del 2018. 
El exguerrillero nicaragüense Edén Pastora, falleció a los 83 años en un hospital de Managua.

## Biografía

### Infancia y juventud
Edén Atanacio Pastora Gómez nació el 22 de enero de 1937 en Ciudad Darío, en la norteña provincia de Matagalpa. Su infancia y adolescencia transcurrió estudiando el colegio Centroamérica jesuita de Granada antes de marcharse a estudiar a la Universidad Autónoma de Guadalajara en México. De la mano de la Guardia Nacional, Pastora contaba cuentos en el parque de Chinandega. Regresó a Nicaragua en 1959 sin haber finalizado los estudios de medicina y sin haber entendido por qué se fue a estudiar. También fue a estudiar a la Universidad de Managua.

## La UNO y la Masacre de la Avenida Roosevelt
Edén Pastora fue uno de los fundadores, en 1966, de la Unión Nacional Opositora (UNO), que aglutinaba a los 5 partidos políticos opuestos al somocismo y al oficialista Partido Liberal Nacionalista (PLN): Partido Conservador de Nicaragua (PCN), Partido Liberal Independiente (PLI) (fundado en 1944 por disidentes del PLN), Partido Socialista Nicaragüense (PSN), Partido Social Cristiano (PSC) (popularmente llamados los pescaditos debido a que en su bandera aparece un pez) y el Partido Comunista de Nicaragua (PCdeN), recién fundado ese mismo año. Los otros fundadores eran los doctores Fernando Agüero Rocha (candidato presidencial) y Pedro Joaquín Chamorro Cardenal (director del opositor diario La Prensa).
El domingo 22 de enero de 1967 se reunió una gran multitud de personas simpatizantes de la UNO en la Plaza de la República, en la capital Managua, frente al Palacio Nacional (hoy Palacio de la Cultura), la Catedral (actual Antigua Catedral de Managua), el Club Social Managua y el Parque Central. Las radios decían “traigan sus morralitos” queriendo decir que trajeran armas para hacer algo. Cerca de las 5 de la tarde la manifestación salió de la plaza por la Avenida Roosevelt, hacia la Casa Presidencial de la Loma de Tiscapa para protestar contra el presidente Lorenzo Guerrero Gutiérrez y el General Anastasio Somoza Debayle (Jefe Director de la Guardia Nacional (GN) y candidato presidencial por el PLN; antes de que se iniciara la manifestación Pastora fue capturado por el capitán Róger Sandino Grijalva en la Carretera Norte, cuando venía desde Matagalpa con un cargamento de armas para apoyar las acciones que más tarde se dieron en el centro de Managua para derrocar al somocismo, por lo que Edén Pastora no pudo participar en la manifestación. Fue torturado por la GN.
En la esquina del edificio del Banco Nacional de Nicaragua (actual sede de la Asamblea Nacional de Nicaragua) la protesta fue detenida por efectivos de la GN armados con fusiles semiautomáticos M1 Garand, estadounidenses, de calibre 7,62 x 63 mm. La multitud se sentó allí mientras los dirigentes Fernando Agüero Rocha, Pedro Joaquín Chamorro Cardenal, Eduardo Rivas Gasteazoro, Luis Pasos Argüello, Manolo Morales Peralta, etcétera, se sentaron en la acera del Edificio Carlos frente al costado este del Almacén Carlos Cardenal, a 5 cuadras al norte (lago) de la cabeza de la manifestación.
Cerca de las 6 p. m. el Teniente de la GN Sixto Pineda Castellón, piloto de la Fuerza Aérea que llegó al lugar con la misión de dispersar la manifestación opositora de la UNO con chorros de agua de un camión cisterna, estaba encima del camión cuando del lado de los manifestantes opositores un individuo anónimo, desde uno de los árboles de laurel de la India, disparó con un fusil calibre 22 mm dando muerte al teniente de forma inmediata. Pineda fue el primer muerto pero no el único, pues los soldados de la Guardia Nacional dispararon sus armas contra la gente, primero desde la mencionada avenida y después parapetándose detrás del edificio del Banco Central de Nicaragua BCN, hiriendo y matando a muchos miembros de la Unión Nacional Opositora, centenares de cuerpos caían en la Avenida Roosevelt y hasta hoy no se sabe el número de muertos, aunque según uno de los sobrevivientes, el Doctor Iván Antonio Guerrero Murillo (quien tenía 13 años de edad en ese entonces), dice que calcula que hubo en esa masacre entre 1000 y 1500 muertos, pues había manifestantes armados para derrocar al somocismo. La muchedumbre se dispersó y los dirigentes que estaban en el citado lugar, avisados por Julio Ignacio Cardoze, se refugiaron en el Gran Hotel (hoy Centro Cultural Managua), situado 7 cuadras al norte del Banco Nacional, junto con varios manifestantes.
Un tanque Sherman, mandado por el General Iván Allegret, cañoneó la fachada del hotel, abriendo enormes hoyos en sus paredes. Se evitó la entrada de los miembros de la GN por la mediación de la Embajada de Estados Unidos, al día siguiente, 23 de enero, salieron del Gran Hotel, Agüero salió libre, pero Chamorro, Herty Lewites, Carlos Guadamuz Portillo (quien sería expulsado del FSLN a raíz del pacto liberal-sandinista en 1999 y sería asesinado el 10 de febrero de 2004), Samuel Santos López (futuro alcalde de Managua en los años 80 y actual Canciller desde el 2007), los hermanos Sergio y Danilo Aguirre Solís y otros 23 líderes de la UNO fueron detenidos y presos en la cárcel El Hormiguero. 2 semanas más tarde el 5 de febrero Agüero perdió las elecciones ante Anastasio Somoza Debayle y el oficialista Partido Liberal Nacionalista PLN, por lo que este asumió el poder el 1 de mayo de ese mismo año. La Prensa sufrió un saqueo por parte de la GN desde el 22 de enero y no fue hasta el 3 de febrero que circuló, denunciando que las pérdidas de materiales y dinero en sus instalaciones ascendieron a 100.000 córdobas. Los 31 presos (incluido Pastora) fueron liberados por una amnistía del Congreso Nacional el 4 de marzo. Chamorro moriría asesinado 11 años después el 10 de enero de 1978, hecho que desató la insurrección del pueblo nicaragüense para derrocar a Somoza hasta el 19 de julio de 1979 día del triunfo de la Revolución Sandinista. La UNO desapareció como tal ese mismo año 1967 y no resurgiría hasta 1989 con el mismo nombre y las mismas siglas.

## Militancia en el Frente Sandinista
Tras unirse al FSLN fue miembro de la dirección sandinista. Fue uno de los más conocidos guerrilleros del Frente Sandinista de Liberación Nacional (FSLN), movimiento que tomó el poder en 1979 tras derrocar al dictador Anastasio Somoza y lo perdió en las urnas en 1990. El 22 de agosto de 1978, junto con Dora María Téllez y Hugo Torres dirigió el asalto al Palacio Nacional en un operativo conocido como Operación Chanchera, desde entonces será conocido como Comandante Cero. En esta acción el comando sandinista de 25 miembros capturó a la totalidad de los legisladores somocistas y a varios familiares de Anastasio Somoza Debayle (su sobrino, el diputado José Somoza Abrego, hijo de su hermano José R. Somoza y Luis Pallais Debayle, primo de Somoza y Presidente de la Cámara de Diputados). Somoza se verá obligado a poner en libertad a 50 prisioneros sandinistas, pagar medio millón de dólares a los rebeldes y publicar varios manifiestos de la guerrilla marxista en los principales diarios. Monseñor Miguel Obando y Bravo S.D.B., entonces Arzobispo de Managua, sirvió como mediador entre el FSLN y Somoza.
Tras la toma del poder de los sandinistas Pastora ocupará el cargo de Viceministro en el Ministerio del Interior así como primer jefe de las Milicias Populares Sandinistas, las originales fuerzas de reserva del EPS, con el grado de Comandante de Brigada. 
En poco tiempo empezarán a aflorar tensiones entre Pastora y la cúpula del FSLN, especialmente con los dirigentes Daniel y Humberto Ortega. El 8 de julio de 1981 renunciará a todos sus cargos en el gobierno y el FSLN, acusando a la dirección de este de haber abandonado los principios originales de la organización para haberla llevado hacia planteamientos comunistas y cercanos a Cuba y la Unión Soviética.

## Exilio en Costa Rica y liderazgo de ARDE
Tras abandonar sus cargos marcha al exilio en 1982, primero a Panamá y posteriormente a Costa Rica donde anuncia su intención de crear una fuerza opositora que no descarta realizar acciones militares contra el gobierno sandinista. En Nicaragua se decretará la condena de muerte contra Pastora como respuesta.
Ese mismo año fundaría en Costa Rica el Frente Revolucionario Sandino, era miembro de la Alianza Revolucionaria Democrática (ARDE), reclutando a más de tres mil combatientes campesinos de la Nueva Guinea, Zelaya Sur y Río San Juan de milicianos con los que comenzó a realizar acciones armadas en el sur de Nicaragua y la costa atlántica.
En la alianza ARDE participaban entre otros, el Movimiento Democrático Nicaragüense (MDN) de Alfonso Robelo Callejas, MISURASATA, liderado por Brooklyn Rivera y dos grupos más.
En abril de 1984 consiguió tomar algunos enclaves en la costa atlántica, donde proclamó la República Libre de San Juan del Norte, para ser desalojado poco después por el ejército sandinista. Antes de abandonar el poblado, Pastora dio la orden de quemar el mismo
El 30 de mayo de ese mismo año, mientras celebraba una rueda de prensa en la localidad de La Penca, en la ribera nicaragüense del río San Juan, sufrió un atentado perpetrado por Roberto Vital Gaguine, del grupo argentino Montoneros, quien actuó bajo pasaporte danés falso y bajo el nombre de Per Anker Hansen, en el que murieron 11 personas, entre ellos varios periodistas y él mismo quedó herido.
En 1986 anunciaba su decisión de abandonar la lucha armada contra el gobierno sandinista, luego que el gobierno estadounidense le negó la asistencia económica y militar. Varios de sus comandantes, decidieron en este caso, apoyar a la Fuerza Democrática Nicaragüense (FDN) y se retiraba a Costa Rica junto con algunos antiguos compañeros de ARDE, para dedicarse a la pesca en el sector de la Barra del Colorado.
Se le ha acusado de ser una pieza de la contrainteligencia militar sandinista desde que empezó a combatir a la revolución a partir de 1982. Él calla cuando se le pregunta sobre este tema y luego indica: “Que se los cuente Humberto (Ortega)”. “Yo creía que Humberto se lo había comunicado a la Dirección (Nacional), pero la Dirección no sabe y me manda a matar, me manda a los etarras (de la ETA)”, se limita a comentar.
Cuando el Gobierno sandinista acepta negociar el fin de la guerra con las organizaciones contrarrevolucionarias agrupadas en la Resistencia Nicaragüense, en marzo de 1988, Pastora había vuelto a su antiguo trabajo, el mismo que hacía a mediados de los años 70s, antes de tomar las armas para botar a Somoza: estaba pescando en San Juanillo, Costa Rica.
En 1989 regresaba a Nicaragua para apoyar al Partido Social Cristiano (PSC) en la campaña electoral de cara a las elecciones de 1990, que ganó Violeta Barrios de Chamorro y la Unión Nacional Opositora (UNO). En 1992 trataría de organizar un grupo político de corte socialdemócrata bautizado como Movimiento de Acción Democrática (MAD), sin embargo no pudo concurrir a las elecciones del 20 de octubre de 1996, por ser inhibido por el Concejo Supremo Electoral (CSE), ya que contaba con la doble nacionalidad nicaragüense y costarricense. En las elecciones del 5 de noviembre de 2006 fue candidato a la presidencia por la Alternativa por el Cambio (AC) donde sacó menos del 2% de los votos; las elecciones las ganó Daniel Ortega Saavedra para su segundo período no consecutivo como Presidente de Nicaragua. Reconciliado con el FSLN y con Daniel Ortega, fue delegado de su Gobierno, bajo el título de Delegado de Desarrollo de la Cuenca del Río San Juan.
Durante la lucha contra Somoza, Pastora dirigió un frente con retaguardia en Costa Rica. “No soy héroe, sólo hice lo que debía”, dijo en distintas entrevistas Pastora, un personaje locuaz, folclórico y con una evidente debilidad por las cámaras. Pastora fue tal vez el guerrillero más fotografiado del planeta aquel 22 de agosto de 1978 cuando unos 25 sandinistas armados bajo su mando asaltaron el Palacio Nacional, sede del Congreso, en una espectacular acción que ayudó a la caída de Somoza y al inicio de la revolución sandinista.
En su aspecto familiar tuvo más de 20 hijos y después del triunfo de la revolución sandinista rompió con el FSLN y volvió a tomar las armas, esta vez para luchar contra sus propios compañeros con la guerrilla Alianza Revolucionaria Democrática (ARDE), que él mismo fundó.
“Yo no fui traidor ni soberbio, fueron ellos. Quisieron copiar el modelo cubano y falló y a mí no me escucharon. Yo nunca quise el mando ni la figuración, pero me apartaron hasta obligarme a la disidencia armada”, dijo en una entrevista en 2003.
Como siempre se sintió sandinista, rechazó ofertas de la CIA para unirse a los “contras” que combatían en el norte de Nicaragua en la década de 1980.
“A mí nadie me comprendía: cinco veces me mandó a matar Somoza, cinco veces la CIA y cinco veces el Frente Sandinista... Y pese a todo lo que se dice de mí, cuando yo me muera la historia de Nicaragua se va contar como ‘antes del Palacio y después del Palacio’”, dijo.
El 30 de mayo de 1984 un atentado con explosivos al cuartel de Pastora en La Penca, en la frontera con Costa Rica, dejó siete muertos y 22 heridos, en su mayoría periodistas que asistían a una rueda de prensa. “Querían ponerme la bomba debajo de mi hamaca, pero no pudieron y acabaron haciéndolo así”, le dijo a un diario español al recordar el atentado 30 años después.
A inicios de 2001 y sin dinero para pagar sus facturas de agua y de luz, “Cero” volvió a ser noticia cuando vendió un cachorro de león y empeñó un reloj que le había regalado el exgeneral panameño Omar Torrijos. También publicó un anuncio diciendo que solo le quedaba “vender su alma”.
Pero en 2007, tras el retorno de Ortega al poder, Pastora volvió al redil sandinista y su situación cambió. Ortega, en una muestra de confianza absoluta, lo nombró su delegado en la zona del río San Juan, fronteriza con Costa Rica. Ortega le encargó las operaciones de dragado del San Juan, que pertenece a Nicaragua pero ha sido objeto de repetidos conflictos con la vecina del sur, y durante esa misión Costa Rica presentó una demanda ante la Corte Internacional de Justicia acusando a Managua de violar su soberanía.

## Dragado del río San Juan de Nicaragua
En octubre de 2010, dirigió las obras de dragado del río San Juan, iniciadas por Nicaragua. Recibió fuertes críticas por parte del Gobierno de la República de Costa Rica, aludiendo que el gobierno nicaragüense, junto con sus tropas armadas, se infiltró en territorio costarricense, y depositando sedimentos en el lado tico afectando áreas protegidas.
Edén Pastora, negó las acusaciones y continuó con el dragado. Por estas razones, Costa Rica ha presentado una demanda en contra del Gobierno de Nicaragua, acusándolo por su intromisión en territorio costarricense utilizando sus fuerzas armadas, comandadas por Edén Pastora.
El 15 de octubre de 2013, el gobierno de Nicaragua reconoció que Pastora había realizado esos caños, pero adujo que no tenía autorización. Sin embargo, el mismo Pastora había dicho semanas antes que todas sus actuaciones tenían la autorización del presidente Ortega. El 17 de diciembre de 2013, Edén Pastora ingresó a la lista de requeridos por la Interpol por tanto no podría salir del territorio nicaragüense de tal modo que podría ser enviado y procesado a Costa Rica por el delito de usurpación de bienes públicos e infracción a la ley forestal costarricense.

## Protestas sociales
Tras las protestas sociales de 2018 que pusieron en jaque al gobierno sandinista, y en medio de rumores sobre la salud de Ortega, Pastora dijo a la prensa que recomendaba al FSLN “elegir al sucesor” del presidente, declaraciones que fueron interpretadas como un rechazo del “comandante Cero” a la posibilidad de que Rosario Murillo, vicepresidenta y primera dama, asumiera el poder si su marido fallecía.
Defendió la violenta represión contra aquellos a quienes consideraba mercenarios y manipulados y fue acusado de dirigir grupos paramilitares sandinistas. “La preocupación es que esto es dirigido desde afuera. Es un plan de golpes blandos que lo pusieron en práctica en Venezuela”, justificó.
Al comentar el apoyo que una buena parte de la Iglesia católica dio a las protestas sociales, amenazó a los sacerdotes que cuestionaban al gobierno: “Que recuerden los obispos que las balas también atraviesan sotanas”.
Tras el triunfo de la Revolución Sandinista le fue otorgado el grado honorífico de Comandante Guerrillero y el grado militar Comandante de Brigada en el naciente Ejército Popular Sandinista (EPS) y ocupó por un tiempo el cargo de viceministro de Defensa y Jefe Nacional de las Milicias Populares Sandinistas (MPS), antes de romper con el Frente Sandinista y fundar en el exilio en Costa Rica el grupo antifrentista ARDE (Alianza Revolucionaria Democrática). Desde el 2008 ha sido el encargado del dragado del Río San Juan.

## Fallecimiento
Edén Pastora falleció alrededor de las 02:00 a. m. del 16 de junio de 2020 a los 83 años por complicaciones respiratorias ocasionadas por el COVID-19, de acuerdo a la información proporcionada por uno de sus hijos.

## Literatura
- Stephen Kinzer: Blood of brothers. Life and war in Nicaragua. Harvard University Press, 2007.
- Gaby Gottwald/Barbara Lucas/Anna Mohr/Dominik Diehl/Gerd Hußmann/Sean Steinbach: Die Contra Connection. Die internationalen Contramacher und ihre bundesdeutschen Helfer. Hamburgo (Alemania), 1989.
- Sergio Ramírez: Adiós muchachos: una memoria de la revolución sandinista. Madrid (España).

## Frases célebres
"No hay alternativa más que la victoria. Cuando un pueblo le pierde el temor a la muerte, no hay tiranía en el mundo que pueda someterlo" Edén Pastora - Peñas Blancas, Nicaragua -1979